# Amanda Ooms

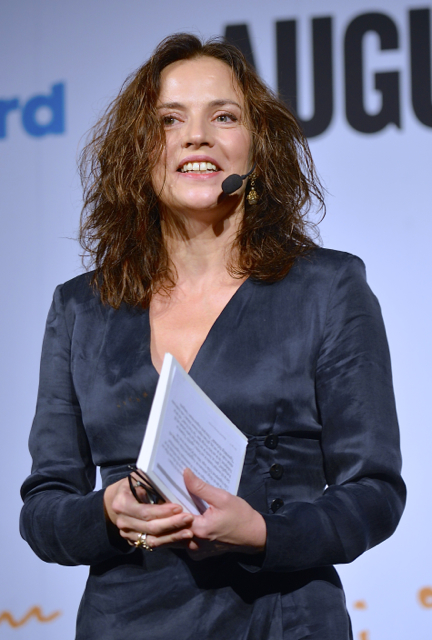
Amanda Ooms (2014)

Amanda Francisca Ooms (Aussprache [aˌmanːda ˈoːms], * 5. September 1964 in Kalmar, Kalmar län) ist eine schwedische Schauspielerin.

## Leben
Amanda Ooms war zehn Jahre lang mit dem schwedischen Schauspieler und Komponisten Joakim Thåström (auch bekannt als Sänger der Bands Ebba Grön und Imperiet) zusammen. 1994 war sie für die Rolle der Elisabeth im Film Frankenstein nach dem Roman von Mary Shelley im Gespräch, die letztendlich Helena Bonham Carter spielen durfte. 1997 zerbrach ihre Beziehung zu dem deutschen Komponisten, Autor, Musiker und Schauspieler Blixa Bargeld. 1999 hatte sie eine Liaison mit dem schwedischen Schauspieler und Regisseur Thorsten Flinck. Im Jahr 2001 begann sie an einem Roman zu schreiben und lebte ab 2001 drei Jahre lang in Brighton, England. Die schwedischen Tastatypen „Å, Ä und Ö“ ließ sie sich von dem schwedischen Schriftsteller Ulf Lundell nach England schicken.

## Filmografie (Auswahl)
- 1986: The Mozart Brothers (Bröderna Mozart)
- 1989: Frauen auf dem Dach (Kvinnorna på taket),
- 1991: Honeckers vergessene Tochter
- 1991: Buster’s Bedroom
- 1992: Ginevra
- 1993: Unknown Time (De Tussentijd), von Marianna Dikker
- 1993: False Light (Vals licht)
- 1994: Mesmer
- 1996: Passageraren
- 1997: Chainsmoker
- 1999: Recycled
- 2000: To Be Continued...
- 2001: So weiß wie im Schnee (Så vit som en snö)
- 2003: Fear X – Im Angesicht der Angst (Fear X)
- 2005: Harrys döttrar
- 2006: Sök
- 2008: Die ewigen Momente der Maria Larsson (Maria Larssons eviga ögonblick)
- 2008: Was niemand weiß (Det som ingen ved)
- 2010: Der Himmel ist unschuldig blau (Himlen är oskyldigt blå)
- 2012: The Expendables 2
- 2013: Mord in Fjällbacka: Das Familiengeheimnis (Tyskungen)
- 2013: Victoria
- 2013: Lärjungen
- 2014: Tommy
- 2014: Lucia – Engel des Todes (Lucia de B.)
- 2017: Bitch
- 2018: Videomannen

Fernsehen
- 1992: Die Abenteuer des jungen Indiana Jones (Folge 2x04 Der Eunuch von Barcelona)
- 1995: Niemandsland/Fluchtpunkt Todeszone (Black Easter)
- 1996: Die Wolfsfrau (Wilderness, 2 Folgen)
- 1997: Chock 7 (Folge 1x07 I nöd och lust)
- 1997: Jagd nach CM 24
- 1998: Geraubtes Glück (Seesaw, 3 Folgen)
- 1998: Getting Hurt
- 1999: Katastrophe im Schwarzen Loch (Doomwatch: Winter Angel),
- 2002: The Forsyte Saga (The Forsyte Saga, 4 Folgen)
- 2005: Mankells Wallander (Folge 1x02 Tod in den Sternen)
- 2007: Upp till kamp (Folge 1x02 1968-1969)
- 2009: Morden (5 Folgen)
- 2010: Kommissar Winter (Kommissarie Winter, 8 Folgen)
- 2014: Aquilas Geheimnis – Auf der Suche nach dem Piratenschatz (Piratskattens hemlighet, 24 Folgen, Sprechrolle)
- 2015: Ängelby (12 Folgen)
- 2016: Gentlemen & Gangsters (3 Folgen)
- 2018: Der sterbende Detektiv (Den döende detektiven, 3 Folgen)
- 2018: Maria Wern, Kripo Gotland (Maria Wern, 2 Folgen)
- 2018: Springflut (Springfloden, 7 Folgen)
- 2019: Dröm (5 Folgen)
- 2020: De utvalda (6 Folgen)
- 2020: Rauhantekijä (4 Folgen)